# Macellomenia palifera
Macellomenia palifera é uma espécie de molusco pertencente à família Macellomeniidae.
A autoridade científica da espécie é Pruvot, tendo sido descrita no ano de 1890.
Trata-se de uma espécie presente no território português, incluindo a zona económica exclusiva.